# Навчально-польова дивізія «Курланд»
Навчально-польова дивізія «Курляндія» (нім. Feldausbildungs-Division Kurland) — навчальна піхотна дивізія Вермахту за часів Другої світової війни.

## Історія
Навчально-польова дивізія «Курланд» сформована 2 лютого 1945 року на території Курляндського півострову шляхом переформування навчально-польової дивізії «Норд». 15 лютого 1945 року перейменована на піхотну дивізію «Курляндія», що перебувала в резерві групи армій «Курляндія» на території латвійського регіону Курляндія.

## Райони бойових дій
- СРСР (Курляндський котел) (лютий 1945).

## Командування

### Командири
- генерал-лейтенант Йоганн Пфлюгбайль (нім. Johann Pflugbeil) (2 — 15 лютого 1945).

### Підпорядкованість
| Час   | Корпус | Армія       | Група армій (округ)     | Штаб |
| ----- | ------ | ----------- | ----------------------- | ---- |
| 1945  |        |             |                         |      |
| лютий |        | 16-та армія | Група армій «Курляндія» |      |

## Склад
| 1945                                        |
| ------------------------------------------- |
| 639-й навчально-польовий гренадерський полк |
| 640-й навчально-польовий гренадерський полк |